# پاگه
پاگَه یا اَسُوه (گویش کوخردی) جایگاه یا محفظهٔ مخصوصی در جنوب ایران به‌ویژه در هرمزگان برای حفظ دام در مقابل حیوانات درنده از قبیل گرگ، شغال و روباه است. این محفظه به وسیلهٔ چوب درخت نخل و با در کنار هم قرار دادن و گره‌زدن آنها با درانی یا همان طناب ساخته می‌شود.